# Romain (Marna)
Romain è un comune francese di 324 abitanti situato nel dipartimento della Marna nella regione del Grand Est.

## Società

### Evoluzione demografica
Abitanti censiti